# Městský fotbalový stadion Uherské Hradiště
Městský fotbalový stadion Uherské Hradiště – nieistniejący już wielofunkcyjny stadion w Uherskim Hradišciu, w Czechach. Istniał do 2000 roku, kiedy to został rozebrany (następnie w jego miejscu wybudowano nowy, typowo piłkarski stadion). Mógł pomieścić do 12 000 widzów. Swoje spotkania rozgrywali na nim piłkarze klubu FC Slovácká Slavia Uherské Hradiště.

## Historia
Pierwsza wzmianka o boisku piłkarskim w Uherskim Hradišciu pochodzi z 14 marca 1905 roku, kiedy to Český sportovní klub pytał Radę Miasta o możliwość wykorzystania dawnego wojskowego placu ćwiczebnego na cele piłkarskie. Jeszcze w tym samym roku rozegrano pierwszy mecz z Cricketerem Wiedeń. Kolejna wzmianka pochodzi z 1926 roku, kiedy obok stadionu powstał budynek klubowy drużyny AC Slovácká Slavia. W latach 30. XX wieku wybudowano pierwszą drewnianą trybunę. W latach 50. została ona rozbudowana i zadaszona. W 1978 roku trybunę zdemontowano i przeniesiono na korty tenisowe; w latach 1979–1980 wybudowano nową, żelbetową trybunę mogącą pomieścić 1000 widzów. W latach 90. dokonano kolejnych, drobnych modernizacji na stadionie. W 1995 roku Slovácká Slavia uzyskała historyczny awans do I ligi, jednak w premierowym sezonie na najwyższym szczeblu rozgrywek zajęła ostatnie miejsce w tabeli i spadła z powrotem do II ligi. Podczas wielkiej powodzi w 1997 roku stadion został zalany wodą. Po powodzi przeprowadzono prace mające na celu doprowadzenie go do stanu używalności, pierwszy mecz udało się rozegrać 22 sierpnia 1998 roku. 13 maja 2000 roku rozegrano na obiekcie ostatnie ligowe spotkanie. Długoletni gospodarz obiektu, Slovácká Slavia złączyła się po sezonie 1999/2000 z klubem FC SYNOT z sąsiedniego Starégo Města (który w tym samym sezonie wywalczył awans do I ligi), tworząc 1. FC Synot (od 2004 roku jako 1. FC Slovácko). Jednocześnie w 2000 roku rozpoczęto rozbiórkę stadionu, a następnie budowę w jego miejscu nowej, typowo piłkarskiej areny na ponad 8000 widzów. Otwarcie nowego obiektu miało miejsce 12 października 2003 roku. W trakcie budowy 1. FC Synot występował na stadionie Širůch w Starém Městě.
Na stadionie odbyły się dwa spotkania reprezentacji piłkarskich do lat 21, 20 kwietnia 1977 roku Czechosłowacja przegrała z Węgrami 0:2, a 26 lipca 1994 roku Czechy pokonały Danię 2:1.